# 白木一平
白木 一平（しらき いっぺい、1893年4月26日 - 1948年10月17日）は、日本の政治家。衆議院議員（1期）。

## 経歴
愛知県出身。1910年愛知県立農林学校（現・愛知県立安城農林高等学校）卒。農業の傍ら、郵便局長、奥町（現・一宮市）会議員、中島郡会議員、同副議長、奥町教育会長、同農業会長、中島郡農会長、愛知県農会幹事長、蘇東耕地整理組合長、愛知県農業保険組合連合会副会長、中部種苗(株)取締役社長となる。
1946年の第22回衆議院議員総選挙で愛知1区(大選挙区)から日本進歩党公認で立候補して当選。党内では会計監督となった。翌1947年の第23回衆議院議員総選挙には出馬しなかった。後、公職追放となった。追放中の1948年死去。